# ژزقازغان ایر
ژزقازغان ایر (به انگلیسی: Zhezkazgan Air) یک شرکت هواپیمایی است. دفتر مرکزی ژزقازغان ایر در ژزقازغان، قزاقستان واقع شده‌است و قطب این شرکت هواپیمایی در فرودگاه ژزقازغان قرار دارد و به ۳ مقصد، پرواز مستقیم انجام می‌دهد.